# Championnats de France de natation en eau libre 2018
Navigation
Gravelines 2017 Lissac-sur-Couze 2019
Les Championnats de France de natation en eau libre 2018 ont lieu à Gravelines dans le Parc des Rives de l'Aa du 31 mai au 3 juin 2018. 
Ces championnats permettent aux meilleurs athlètes de se qualifier pour les Championnats d'Europe de natation 2018.

## Podiums

### Hommes
| Épreuves | Or             | Or                 | Argent         | Argent          | Bronze               | Bronze             |
| -------- | -------------- | ------------------ | -------------- | --------------- | -------------------- | ------------------ |
| 5 km     | Logan Fontaine | 52 min 41 s 16     | Axel Reymond   | 52 min 43 s 53  | Marc-Antoine Olivier | 52 min 53 s 08     |
| 10 km    | Logan Fontaine | 1 h 44 min 27 s 43 | David Aubry    | 1 h 44 min 28 s | Marc-Antoine Olivier | 1 h 44 min 28 s 20 |
| 25 km    | Axel Reymond   | 5 h 04 min 20 s    | Edouard Lehoux | 5 h 05 min 09 s | Clément Batté        | 5 h 10 min 44 s    |

### Femmes
| Épreuves | Or            | Or                 | Argent        | Argent             | Bronze           | Bronze          |
| -------- | ------------- | ------------------ | ------------- | ------------------ | ---------------- | --------------- |
| 5 km     | Lara Grangeon | 56 min 47 s 09     | Adeline Furst | 56 min 47 s 16     | Océane Cassignol | 57 min 01 s 80  |
| 10 km    | Lara Grangeon | 1 h 55 min 46 s 48 | Lisa Pou      | 1 h 55 min 51 s 99 | Morgane Dornic   | 1 h 57 min 55 s |
| 25 km    | Lara Grangeon | 5 h 24 min 15 s    | Lisa Pou      | 5 h 29 min 29 s    | Caroline Jouisse | 5 h 33 min 43 s |

### Mixte
| Épreuves           | Or                                                                               | Or             | Argent                                                                   | Argent         | Bronze                                                                                         | Bronze         |
| ------------------ | -------------------------------------------------------------------------------- | -------------- | ------------------------------------------------------------------------ | -------------- | ---------------------------------------------------------------------------------------------- | -------------- |
| Relais 4 × 1 250 m | Club des Vikings de Rouen Elise Houllier Hugo Saillard Julie Gaze Logan Fontaine | 56 min 10 s 28 | AAS Sarcelles natation Inès Idier Edouard Lehoux Claire Six Alex Reymond | 57 min 25 s 30 | US Saint-André natation Pauline Mahieu Aubin Coccordano Céleste Vereecke Jean-Baptiste Clusman | 57 min 45 s 89 |